# Fellonia
La fellonia és la falta de lleialtat, ofensa o rebel·lió d'un vassall cap al seu senyor. En conseqüència i per aquest motiu es donava per trencat el pacte feudal.
Aquest terme era utilitzat sobretot a l'edat mitjana arran del pacte feudal entre un senyor i un vassall.

## Exemples
Per exemple, es podria considerar com un acte de delicte, per part d'un vassall, el fet de:
- Maltractar, insultar o interferir amb la vida del seu senyor, la seva dona o els seus fills;

- Deshonrar la seva esposa, germana o filla del Senyor;

- Revelar els secrets del Senyor a l'enemic d'aquest.

## Sancions
El vassall pot esser condemnat per delicte i en conseqüència exposat a la comissió (confiscació) del seu feu per part del seu senyor. En casos extrems, la pena podria arribar fins a la destitució o sentència de mort.
El culpable del delicte pot quedar exposat a la pèrdua d'homenatge i moviment del feu que tenia. Per exemple, un vassall amb el seu feu d'un comte, que ell mateix va sostenir al rei, va retre homenatge directament al rei. El delinqüent també ha de compensar al seu rei pel delicte.

## Anglaterra
El concepte de delicte ha estat durant molt de temps un concepte bàsic de la justícia anglesa i avui la justícia dels Estats Units d'Amèrica; correspon substancialment a "delictes greus".
La jurisprudència va definir les sancions aplicables a un delinqüent, i en particular la pena de mort. Qualsevol que cometi un trastorn significatiu de l'ordre públic podria ser acusat de delicte.

## Famosos fellons[2]
- Ganelon, a La Chanson de Roland

- Comte Angrès de Windsor, en Cliges o False Dead de Chrétien de Troyes

- Tereus, a Philomena de Chrétien de Troyes

## Literatura
D'aquí procedeixen aquelles paraules que veiem tan freqüentment en els autors antics: vassall felló, cavaller felló. En la seva accepció primitiva, la paraula fellonia expressa, doncs, relacions de jerarquia que ja no subsisteixen avui. Aquesta paraula és poc emprada, no obstant, encara ens servim d'ella i és gairebé sinònima de traïció.
A la saga de literatura fantàstica "Crònica de l'Assassí de Reis", la fellonia és un greu delicte consistent d'emprar la màgia (o simpatia, com la hi crida en aquesta història) de manera perjudicial i deliberada contra un altre ésser humà.